# Maurice Garrel
Maurice Garrel (* 24. Februar 1923 in Saint-Gervais, Département Isère; † 4. Juni 2011 in Paris) war ein französischer Schauspieler.

## Leben

### Ausbildung und Theater
Maurice Garrel wuchs in El Jadida in Marokko auf. Im Alter von 19 Jahren legte Garrel, der ein sehr guter Schüler war, am Lycée Paul Valéry in Meknes sein Abitur ab und studierte zunächst Philosophie. Großes Interesse hatte Garrel schon damals für Theater und Literatur; insbesondere begeisterte ihn die mystische Lyrik von William Blake. Während des Zweiten Weltkrieges kämpfte Garrel mit den freifranzösischen Streitkräften in Italien. Nach dem Krieg entschied er sich 1947 für das Theater und eine Laufbahn als Schauspieler.
Er erhielt Schauspielunterricht bei dem Regisseur und Schauspieler Charles Dullin und bei Tania Balachova. Seine Laufbahn als Schauspieler begann 1951. Sein Theaterdebüt gab er am Théâtre Verlaine in Paris in dem Stück Optimistische Tragödie von Wsewolod Wischnewski, in einer Inszenierung von Clément Harari. Garrel arbeitete zunächst hauptsächlich als Theaterschauspieler; er trat unter anderem in Stücken von Bertolt Brecht, Paul Claudel, Jean Genet, Georges Feydeau und Eugène Sue auf.
Er trat unter anderem in folgenden Stücken und Rollen auf: in Der Brand im Opernhaus von Georg Kaiser (1953, am Théâtre de Babylone, Paris), in Die Geheimnisse von Paris von Eugène Sue (1954, am Théâtre La Bruyère, Paris), als Hofgesandter Spanna in Un cas interessant von Dino Buzzati (Original: Un caso clinico; 1955, am Théâtre La Bruyère, Paris), in Der Held der westlichen Welt (1956, Théâtre Gramont, Paris), als Yang Sun in Der gute Mensch von Sezuan (1960, Théâtre Récamier, Paris), als Duchotel in Monsieur Chasse von Georges Feydeau (1961, Théâtre La Bruyère, Paris) und in Der stumme Diener von Harold Pinter (1976, Petit-Odéon, Paris).
Von 1983 bis 1985 spielte er als Gast an der Comédie-Française, unter anderem  in Triptychon von Max Frisch (1983), Maria Stuart und in dem weithin unbekannten Stück Ist er gut, ist er böse? von Denis Diderot.
1985 spielte er den Vater Odoardo Galotti in Gotthold Ephraim Lessings Trauerspiel Emilia Galotti beim Festival von Avignon und am Théâtre national de Strasbourg. Weitere Rollen waren: der Hauslehrer Ulrik Brendel in Rosmersholm (1987, Théâtre national de Strasbourg), der Geschäftsmann Unertl (frz.: Benke) in Pioniere in Ingolstadt (1987, Théâtre Nanterre-Amandiers), Thomas Payne in Dantons Tod (1989, Théâtre Nanterre-Amandiers; Regie: Klaus Michael Grüber) und Sigmund Freud in der Uraufführung des Einakters Le Visiteur von Éric-Emmanuel Schmitt (1993, Petit Théâtre de Paris).

### Filmrollen
Ab Anfang der 1960er Jahre übernahm er zunehmend auch Rollen in Kinofilmen. Er drehte unter anderem mit den Regisseuren François Truffaut, Jacques Rivette, Claude Sautet, Claude Lelouch, Claude Chabrol und Costa-Gavras. Insgesamt stand Garrel in über 120 Filmen vor der Kamera. Zumeist war er in profilierten Nebenrollen zu sehen. In diesen erwies sich Garrel als intensiver Charakterdarsteller, „der auch in kleineren Parts eine bemerkenswerte charismatische Präsenz erreichen konnte“.
Zu diesem Rollentypus gehörten unter anderem der Hehler Léon Brunet in dem Kriminalfilm Der Bulle (1968, mit Jean Gabin), der alternde, pedantische Ehemann und Wissenschaftler Julien Durras in Das Haus der Bories (1970), der alternde Rot-Front-Kämpfer André Epaulard in dem Revolutions-Thriller Nada (1974), der Vater von Edith Piaf in Edith und Marcel (1983, Regie: Claude Lelouch), der Buchhändler Jean in der Liebeskomödie Die Verschwiegene (1990, Regie: Christian Vincent), der Großvater in der Filmkomödie Zwischensaison (1992; Regie: Daniel Schmid), der alte Violinlehrer Lachaume in dem Liebesdrama Ein Herz im Winter (1992), der Richter in dem Liebesdrama Artemisia – Schule der Sinnlichkeit (1997) von Agnès Merlet, der Gauner-Opa Constantin in der Filmgroteske Voilà – Eine schöne Familie (1992; Regie-Debüt von Michel Piccoli), und der alte Mann in dem Filmdrama Sein Bruder (2003; Regie: Patrice Chéreau).
2005 spielte er die Rolle von Louis Jenssens in dem Beziehungsdrama Das Leben ist seltsam von Arnaud Desplechin. Er verkörperte darin, mit „seiner ganzen Autorität, den unbeirrt unversöhnlich[en]“ Vater der weiblichen Hauptrolle Nora. Garrel war auch in zahlreichen Fernsehproduktionen zu sehen, so auch 1964 in der Titelrolle  in einer französischen Fernsehfassung von Georg Büchners Schauspiel Woyzeck. 1969 übernahm er in einer Fernsehverfilmung des Romans Die Brüder Karamasov die Rolle des Mörders Smerdjakow. Ende der 1970er Jahre spielte er an der Seite von Simone Signoret in der französischen Kriminalserie Die Untersuchungsrichterin.

## Privates
Maurice Garrel ist der Vater des französischen Filmemachers und Regisseurs Philippe Garrel und Großvater der Schauspieler Louis Garrel und Esther Garrel. Unter der Regie seines Sohnes spielte er 2005 den Großvater des jungen Studenten François in dem Filmdrama Unruhestifter (Les amants réguliers). Dieser wurde von seinem wirklichen Enkel, dem Schauspieler Louis Garrel, dargestellt.
Garrel starb im Alter von 88 Jahren in Paris.

## Filmografie (Auswahl)
- 1959: Rififi bei den Frauen (Du rififi chez les femmes)
- 1960: Fortunat
- 1961: Ferien in der Hölle (Vacances en enfer)
- 1962: Der Kampf auf der Insel (Le combât dans l’île)
- 1962: Sonntage mit Sybill (Les dimanches de Ville d’Avray)
- 1963: Der dunkelgrüne Koffer (Ballade pour un voyou)
- 1963: Nacht der Erfüllung (Le jour et l’heure)
- 1963: Alles wegen dieser Frauen (À cause, à cause d’une femme)
- 1964: Die süße Haut (La peau douce)
- 1964: Die Hölle von Algier (L’insoumis)
- 1966: Karriere (A belles dents)
- 1966: Heiße Nächte (Soleil noir)
- 1967: Der grausame Job (Peau d'espion)
- 1968: Der Bulle (Le Pacha)
- 1968: Die Braut trug schwarz (La mariée était en noir)
- 1969: Wie junge Wölfe (Les jeunes loups)
- 1970: Das Haus der Bories (La maison des Bories)
- 1973: Der Erbe (L’héritier)
- 1974: Nada
- 1975: Es regnet über Santiago (Il pleut sur Santiago)
- 1978: Die Untersuchungsrichterin (Madame le Juge)
- 1981: Merry-Go-Round
- 1983: Freiheit, die Nacht (Liberté, la nuit)
- 1983: Edith und Marcel (Édith et Marcel)
- 1990: Die Verschwiegene (La discrète)
- 1992: Zwischensaison (Hors saison)
- 1992: Ein Herz im Winter (Un cœur en hiver)
- 1997: Artemisia
- 1997: Voila – Eine schöne Familie (Alors voilà)
- 2000: Unter Haien in Paris (Rue Oberkampf)
- 2000: Die späte Wahrheit (Mémoires en fuite)
- 2003: Sein Bruder (Son frère)
- 2003: Der rote Tempelritter – Red Knight (Rencontre avec le dragon)
- 2004: Das Leben ist seltsam (Rois et reine)
- 2005: Unruhestifter (Les amants réguliers)
- 2005: Hotel Marysol (Le passager)
- 2006: Call Me Agostino
- 2007: Actrices – oder der Traum aus der Nacht davor (Actrices)
- 2008: Le feu, le sang, les étoiles
- 2009: Fred Vargas – Bei Einbruch der Nacht (Collection Fred Vargas – L’homme à l’envers) (TV-Reihe)
- 2011: Ein brennender Sommer (Un été brûlant)

## Auszeichnungen
Garrel war zweimal für den César nominiert, jeweils in der Kategorie „Bester Nebendarsteller“, 1991 für Die Verschwiegene, wo er den Vertrauten und Freund von Fabrice Luchini verkörperte, und 2005 für Das Leben ist seltsam.
Garrel war auch zweimal in der Kategorie „Bester Nebendarsteller“ (Molière du comédien dans un second rôle) für den Molière, den französischen Theaterpreis, nominiert: 1992 für seine Rolle als alternder Exil-Tscheche Pavlicek in dem Theaterstück Bessere Zeiten von James Saunders am Théâtre La Bruyère und 1994 in der Kategorie „Bester Hauptdarsteller“ für Le Visiteur.